# Barthélemy Adoukonou
Barthélemy Adoukonou (Abomey, 24 de agosto de 1942) é um clérigo católico romano beninense e bispo emérito da Cúria.
Cardeal Prefeito da Congregação para a Evangelização dos Povos, cardeal Grégoire-Pierre XV Agagianian, o ordenou sacerdote em 16 de dezembro de 1966 para a Diocese de Abomey. Na Universidade de Regensburg ele recebeu seu doutorado em 1977 sob Joseph Ratzinger com uma tese sobre a hermenêutica cristã do culto vodu em Benin.
Papa Bento XVI nomeou-o Secretário do Pontifício Conselho para a Cultura em 3 de dezembro de 2009 e Bispo Titular de Zama Menor em 10 de setembro de 2011. O Cardeal Secretário de Estado Tarcisio Bertone SDB deu-lhe a consagração episcopal em 8 de outubro do mesmo ano; Os co-consagrantes foram Gianfranco Ravasi, Presidente do Pontifício Conselho para a Cultura das Pontifícias Comissões para o Patrimônio Cultural da Igreja e para a Arqueologia Sagrada, e Giuseppe Bertello, Governador da Cidade do Vaticano e Presidente da Ponti.fícia Comissão para o Estado da Cidade do Vaticano.
Em 29 de dezembro de 2011, o Papa o nomeou membro do Pontifício Conselho para as Comunicações Sociais. Ao completar 75 anos, o Papa Francisco aceitou sua renúncia em 24 de agosto de 2017. No outono de 2017, tornou-se chefe de um centro de pesquisa para antropologia no Benin.